# Tupaia splendidula
Tupaia splendidula é uma espécie de mamífero arborícola da família Tupaiidae.
Pode ser encontrada nas ilhas de Bornéu, Karimata, Bunguran e Laut (Indonésia e Malásia).